# 서울 이랜드 FC
서울 이랜드 FC(Seoul E-Land Football Club)는 대한민국 서울특별시에 있는 축구 선수단이다. 이랜드스포츠가 운영하는 남자 프로 축구단이며, 서울특별시를 연고로 하고 K리그2에 참가하고 있다.
2014년 4월 9일에 이랜드그룹에서 축구단 창단을 발표하였으며, 4월 14일에 공식 창단 발표 기자회견과 함께 창단의향서를 한국프로축구연맹에 제출하였다. 2015 시즌부터 K리그2에 참가하고 있다.

## 역사

### 마틴 레니 체제
2014년 4월 9일, 이랜드그룹은 보도자료를 통해 서울 연고 프로 축구단을 창단한다고 밝혔으며 이랜드그룹 박성수 회장의 고향이 전남 목포라 1995년 광주-전남권 프로축구 구단 창단 계획이 있었으나 포항제철의 전남 드래곤즈가 전라남도 연고로 창단되어   무산됐고 2003년 광주광역시를 연고로 한 광주 상무 축구단이 창단됐지만 2011년 광주 FC의 창단에 따라 다른 지역으로  연고지를 옮겼다. 4월 14일에는 공식 창단 발표 기자회견과 함께 창단의향서를 한국프로축구연맹에 제출하였다. 5월 1일 서울특별시와 연고지 협약을 체결하고 본격적인 창단 준비에 들어갔고 16일에는 팬들을 대상으로 팀명과 팀의 상징, 팀 컬러에 대한 공모를 시작하였다. 7월 17일 메이저 리그 사커 밴쿠버 화이트캡스에서 감독을 맡았던 마틴 레니를 초대 감독으로 선임하였다. 8월 22일 한국프로축구연맹의 창단 승인이 완료되었으며 8월 26일 구단명칭을 '서울 이랜드 FC'로 확정하였다. 2015년 2월 7일, 서울 강남구 대치동 SETEC 컨벤션센터 1층에서 이루어진 팬포럼에서 구단 엠블럼을 공개하였다.
2015년 3월 29일 홈 경기장인 서울올림픽주경기장에서 FC 안양을 상대로 창단 후 첫 공식 경기를 치렀으며 4월 11일 열린 2015 FA컵 3라운드에서 선문대학교를 상대로 공식 경기 첫 승을 거두었고 5월 2일 수원 FC와의 원정 경기에선 리그 첫 승을 챙겼다. 이후 주민규, 타라바이 등의 활약으로 리그 상위권을 유지하였으나 하반기에 주춤하여 정규 리그를 4위로 마감하였다. 정규 리그 종료 후 진행된 승격 플레이오프에서 정규시즌 3위인 수원 FC를 만났으나 3-3 무승부로 경기를 마쳐 정규시간동안 무승부시 정규리그 상위팀이 상위 플레이오프 라운드에 진출한다는 규정에 의해 플레이오프에서 탈락하며 첫 시즌을 마감하였다.
이듬해에는 수비 위주의 축구를 구사하는 모습을 보였고, 팀이 6위로 처지며 승격권에서 멀어지자, 2016년 6월 15일 마틴 레니 감독을 전격 해임하였다.

### 박건하 체제
서울 이랜드 FC는 2대 감독으로 축구 국가대표팀 코치를 역임했던 박건하를 서울 이랜드의 새 감독으로 선임하였다. 39라운드 대전전 승리 이후, 6연승을 달리며 상승세를 타는 듯 했지만, 최종전에서 붙은 부산 아이파크에게 득실차 1점으로 아쉽게 밀리며 리그 6위를 기록하였고, 끝내 플레이오프 진입에 실패하였다.
2017시즌을 앞두고 공식적으로 영입을 발표했던 외국인 빅토르 아키노와 파블로 루이스 모두 최종적으로 영입이 취소되는 불상사가 발생하기도 했다.

### 김병수 체제
2016년 12월 23일 서울 이랜드 2대 대표이사로 한만진 대표가 선임되었다. 새로운 대표이사의 선임과 함께 2017년 1월 9일 박건하 감독이 사임하고 영남대학교 감독 출신 김병수가 감독으로 내정되었다.
3월 5일 부천 FC 1995와의 리그 첫경기를 통해 김병수는 프로팀 감독 데뷔전을 치렀으나 1:2로 패했고, 이 경기를 포함해 내리 3연패를 하며 불안한 출발을 보였다. 4라운드에서 신생팀 안산 그리너스 FC를 상대하여 1:0으로 이기면서 시즌 첫 승과 함께 김병수의 프로 첫 승을 신고했다. 5월 3일 10라운드 성남 FC를 상대로 2:0 승리를 거두며, 첫 원정 승리를 따냈다. 그러나 14라운드 안산전 승리 이후 9경기 연속 무승을 거두며, 어려운 시기를 보냈다. 24라운드 부천을 상대로 4:1 승리를 시작으로 연달아 대전, 아산, 그리고 리그 1위 팀 경남까지 무너뜨리며 4연승을 내달리기도 하였다. 그러나 그 이후 승리를 다시 쌓는데에 실패하며, 구단 역사상 최저 승점과 함께 일찍이 K리그 승격 플레이오프에 대해서는 탈락의 고배를 마셔야 했다. 그럼에도 구단에서는 김병수 감독에 대한 신뢰를 보내며, K리그 챌린지 2018 시즌에도 함께 한다는 의지를 표명했다.
11월 17일 김병수 감독과 한만진 대표 이사가 동반 사임하였고, 새로운 대표이사로 김현수 이랜드파크 대표가 선임되었다. 김병수 감독은 본래 프리미어리그 견학 및 유럽 연수 등 새 시즌에 대한 준비를 발빠르게 진행하고 있었으나, 새로운 대표 이사가 선임되면서 16일 오후 갑작스럽게 계약 해지에 이르게 된 것이다.
다만 김병수 감독에 대해 신뢰를 보내기는커녕, 당장의 성적에 압박을 부여한 것에 비판이 있다. 구단 내 예산이 부족한 만큼, 김병수 감독은 비용이 적게 드는 대학 무대를 위주로 스카우트 하면서 시간을 두고 2019년 승격을 목표로 해야한다 주장했다. 하지만 그룹과 구단에서는 당장 2018년 승격을 요구했고, 이와 같은 결과를 얻지 못하자 사실상 경질의 수순을 밟게 된것이다. 더불어 선수단 영입 과정에서도 김병수 감독의 권한은 보장되지 않았고, 구단 수뇌부에 의해 꾸려진 경우가 많았다. 심지어 구단에게 주어진 운용 자금은 20억원에 그치는 수준이었고, 이마저도 김병수 감독이 사용할 수 있는 것이 아니었다. 일례로
알렉스 영입 건에 있어서도, 감독의 권한이 아닌 구단 수뇌부에 의해 영입된 것이었다. 2017 시즌 서울 이랜드 FC에 남은 창단 당시 프론트 직원들도 두 명에 그쳤다. 결국 서울 이랜드 FC는 신뢰도, 투자도, 전문가도 없는 팀이라는 비판을 받기에 이르렀다.

### 인창수 체제
그러나 2017년 12월 5일 김병수 전 감독의 후임으로, 구단 코치 출신인 인창수가 4대 감독으로 선임되었음이 발표되었다. 인창수는 아르헨티나 국적을 가지고 있으며, 이 국적을 보유한 것으로 K리그와 서울 이랜드 FC 역사상 최초의 아르헨티나 국적 감독이 되었다. 그러나 김병수 사임 건을 중심으로 팬들의 반발이 거세지면서, 12월 18일 구단에서는 팬들과 간담회를 개최하였다. 간담회에서는 이전 감독 및 구단 운영과 관련된 일련의 사태에 대한 해명과 구단의 향후 비전에 대해 주로 다루어졌다. 분위기는 수그러드는 듯 하였지만, 2018년 1월 4일 K리그 승부조작 사건에 연루되었던 수비수 안지호가 영입되면서, 구단은 다시금 논란에 휩싸였다.
3월 28일 FA컵에서 고려대학교에게 승부차기 끝에 패배하며, 팬들의 실망감을 샀다. 인창수 사단의 첫 승은 4월 14일 FC 안양과의 홈 경기에서 이루어졌으나, 이는 상대 골키퍼 전수현의 자책골로 인해 얻은 행운의 승리였다. 지속적으로 좋지 않은 분위기를 이끌어가던 와중, 5월 19일 부천 FC 1995를 상대로 원정에서 첫 승이자 3 : 0 대승을 거두며 모두를 놀라게 하기도 했다. 8월 11일 K리그2 23라운드 부산 아이파크와의 홈 경기에서 0 : 5 참패를 당하기도 했다. 이는 부산의 창단 이후 역사상 최다 점수차 승리이자, 서울 이랜드의 창단 이후 역사상 최다 점수차 패배이기도 하였다. 이전까지는 3점차 패배가 최다 점수차였으며, 홈에서의 3점차 패배는 2015년 10월 18일 수원 FC에게 1 : 4 패배를 했던 것이 마지막이었다.
8월 23일 대한민국 축구 국가대표팀의 신임 감독으로 부임했던 파울루 벤투가 서울 이랜드 FC의 코치로 임하던 최태욱을 국가대표팀 코치로 발탁하였다. 이로써 하나밖에 없던 일반 코치마저 팀을 떠나게 되자, 구단은 급히 김준태를 플레잉코치로 임명하여 코치진 수를 채웠다. 서울 이랜드 FC는 시즌 내내 8~9위를 오갔으나, 28라운드 대전전 이후 꼴찌로 추락하였다. 30라운드 광주전 홈 경기 1:4 대패, 32라운드 부산전 원정 1:3 대패, 34라운드 아산전 홈 경기 0:4 대패를 기록하며 분위기는 최악으로 치닫기 시작했다. 결국 35라운드 안산 그리너스를 상대로 0:0 무승부를 기록하며, K리그2 2018시즌 최하위 팀으로 전락하고 말았다.

### 김현수 체제
2018 시즌 종료 이후 인창수 감독은 계약 기간이 종료되어 팀을 떠났고, 12월 15일 수석 스카우터 직을 맡고 있던 김현수를 내부승진시켜 감독으로 선임하였다. 김현수 감독은 구단 공식 페이스북 페이지를 통해 영상 인터뷰로 팬들과 접촉하였으며, 빌드업을 중시하는 경향을 지니고 있음을 밝히기도 했다. 지난 시즌 최하위에 머물렀던 서울 이랜드 FC를 맡게 된 김현수 감독은 이적시장을 과감하게 활용하였다. 우선적으로 팀의 중심이 되어 있었던 전민광, 주민규, 최오백을 각각 포항 스틸러스, 울산 현대, 성남 FC로 떠나보냈다. 반면 마스다 지카시, 호브종 카를루스 두아르치 등을 영입하며 리빌딩 작업에 박차를 가하고 있음을 나타냈다.
그러나 제 100회 전국체육대회가 10월 4일 잠실종합운동장에서 열리게 되면서, 3월부터 7월까지 보수공사가 잡히면서 서울 이랜드 FC는 이 기간 동안 홈 경기장으로써 잠실종합운동장을 사용할 수 없게 되었다. 공사 기간 뿐만 아니라 전국체전 예선, 장애인체전까지 진행해야하는 상황이라, 9월 내지는 10월까지 사용할 수 없는 상태에 이른 것이다. 이에 프로축구연맹은 2~3월 간 보조구장 공사를 우선적으로 마쳐, 서울 이랜드 FC가 보조구장을 우선 사용하고, 종합운동장은 4~7월에 공사하는 것으로 시차를 두는 방안을 제시하였다. 그러나 서울시 체육시설관리사업소는 이를 완강하게 거부하였고, 1월 22일 결국 시즌 7경기만 서울올림픽주경기장을 사용하는 것이 확정된 채 경기 일정을 발표하였다. 서울 이랜드 FC는 목동운동장, 서울월드컵경기장 등을 활용하는 방안을 모색하기도 하였으나 모두 실패하였고, 결국 시즌 6경기를 천안종합운동장에서 개최하게 되었다. 구단은 2017년 FIFA U-20 월드컵 개최로 인해 경기장이 전면 개보수된 점과, 접근성이 용이하다는 판단을 내리고 천안종합운동장을 임시 홈 구장으로 선정하였던 것이다.
그러나 팀의 성적은 좋지 못했으며, 1승만을 기록하던 중 5월 22일 김현수 감독은 사의를 표명했다. 이후 우성용 코치가 감독대행을 맡았다.

#### 우성용 감독대행 체제
그러나 우성용 감독대행 체제 하에서도 서울 이랜드 FC는 좀처럼 상황이 좋아지지 않았다.
12라운드부터 20라운드까지 9연패를 기록했으며, 이는 K리그2 역사상 최다 연패 기록이다. 여기서 한 번만 더 지면 전북 버팔로가 달성했던 프로축구 역사상 최다 연패 기록과 타이를 이룰 수도 있었다. 그러나 21라운드 전남 드래곤즈 원정 경기에서 1:0 승리를 거두며, K리그 통합 최다 연패라는 불명예는 겨우 면할 수 있었다. 전남 원정을 끝으로 오랫동안 천안과 원정을 떠돌던 서울 이랜드는 잠실에 잠시나마 복귀할 수 있게 되었다. 이 때 서울 이랜드는 깜짝 연승을 달렸으며, 안산 그리너스에게 일격을 당하기 전까지 4연승을 달리기도 했다. 그러나 4연승 이후 서울 이랜드는 그 전과 같이 좋지 못한 모습을 보였고, 시즌이 끝날 때까지 승리를 추가하지 못했다. 2019시즌 서울 이랜드는 5승 10무 21패 43득점 71실점을 기록하였다. 서울 이랜드 구단 역사상 최저 승점, 최저 승 수, 최다 실점 등을 기록했으며, 71실점이라는 기록은 K리그2 역사상 두번째에 해당하는 최다실점 기록이다. 최다 실점 기록은 2016시즌 고양 자이크로의 72실점이었다.

### 정정용 체제
2020시즌을 앞두고 대한민국 U-20 축구 국가대표팀 감독을 맡았던 정정용이 새롭게 서울 이랜드 FC 감독으로 취임했다.

### 박충균 체제
2022 시즌 후 계약 만료로 정정용 감독과 결별한 후, 2023 시즌을 앞두고 하노이 FC의 감독직과 베트남 축구 국가대표팀의 코치를 맡았던 박충균이 7대 감독으로 선임되었다. 하지만 성적 부진으로 한 시즌만에 박충균과 결별했고, 후임으로는 때마침 수원 FC의 감독직에서 사임한 김도균을 영입했다.

## 선수 명단
참고: FIFA 자격 규정에 따라 소속된 국가대표팀 국기를 표시합니다. 선수는 복수의 FIFA 비회원국 국적을 가지고 있을 수 있습니다.
| 번호 | 포지션 | 국적           | 이름     |
| ---- | ------ | -------------- | -------- |
| 1    | GK     |                | 노동건   |
| 4    | DF     |                | 곽윤호   |
| 5    | DF     |                | 오스마르 |
| 6    | DF     |                | 채광훈   |
| 7    | FW     |                | 에올레르 |
| 8    | MF     |                | 윤석주   |
| 9    | FW     | 오스트레일리아 | 아이데일 |
| 13   | DF     |                | 차승현   |
| 14   | MF     |                | 김영욱   |
| 15   | MF     |                | 서재민   |
| 16   | FW     |                | 변경준   |
| 18   | DF     |                | 정재민   |
| 19   | DF     |                | 김주환   |
| 20   | DF     |                | 김오규   |
| 21   | GK     |                | 김민호   |
| 22   | GK     |                | 엄예훈   |

| 번호 | 포지션 | 국적           | 이름                   |
| ---- | ------ | -------------- | ---------------------- |
| 23   | MF     |                | 배서준                 |
| 25   | GK     |                | 구성윤                 |
| 26   | FW     |                | 박경배                 |
| 28   | DF     | 오스트레일리아 | 아론                   |
| 29   | DF     |                | 김현우                 |
| 30   | MF     |                | 박창환                 |
| 33   | DF     |                | 손혁찬                 |
| 44   | DF     |                | 김하준 (전북에서 임대) |
| 47   | FW     |                | 이주혁                 |
| 55   | DF     |                | 강민제                 |
| 66   | MF     |                | 백지웅                 |
| 70   | FW     |                | 허용준                 |
| 77   | DF     |                | 배진우                 |
| 88   | DF     |                | 서진석                 |
| 90   | FW     |                | 가브리엘               |
| 99   | FW     |                | 조상준                 |
| —    | FW     |                | 까리우스               |

### 임대 및 군 복무 선수
참고: FIFA 자격 규정에 따라 소속된 국가대표팀 국기를 표시합니다. 선수는 복수의 FIFA 비회원국 국적을 가지고 있을 수 있습니다.
| 번호 | 포지션 | 국적 | 이름                             |
| ---- | ------ | ---- | -------------------------------- |
| —    | DF     |      | 오인표 (김천 상무에서 군 복무중) |
| —    | DF     |      | 김민규 (김천 상무에서 군 복무중) |
| —    | DF     |      | 곽승민 (포천시민축구단으로 임대) |
| —    | FW     |      | 페드링요 (제주 SK FC로 임대)     |

## 스태프

### 코칭 스태프
| 직위        | 이름   |
| ----------- | ------ |
| 감독        | 김도균 |
| 수석코치    | 이정규 |
| 코치        | 조성래 |
| 코치        | 안성남 |
| 골키퍼 코치 | 권순형 |
| 피지컬 코치 | 서영균 |

## 경영진
| 직위     | 이름   | 비고 |
| -------- | ------ | ---- |
| 구단주   | 박성수 |      |
| 대표이사 | 김병권 |      |
| 사무국장 | 채승목 |      |

### K리그 성적
| 시즌 | 리그   | 리그 | 리그 | 리그 | 리그 | 리그 | 리그 | 리그 | 리그 | 리그 | FA컵 | ACL |
| 시즌 | 디비전 | 경기 | 승   | 무   | 패   | 득   | 실   | 차   | 승점 | 순위 | FA컵 | ACL |
| ---- | ------ | ---- | ---- | ---- | ---- | ---- | ---- | ---- | ---- | ---- | ---- | --- |
| 2015 | 2      | 40   | 16   | 13   | 11   | 69   | 58   | +11  | 61   | 4위  | 32강 | -   |
| 2016 | 2      | 40   | 17   | 13   | 10   | 47   | 35   | +12  | 64   | 6위  | 32강 | -   |
| 2017 | 2      | 36   | 7    | 14   | 15   | 42   | 55   | -13  | 35   | 8위  | 3R   | -   |
| 2018 | 2      | 36   | 10   | 7    | 19   | 30   | 52   | -22  | 37   | 10위 | 3R   | -   |
| 2019 | 2      | 36   | 5    | 10   | 21   | 43   | 71   | -28  | 25   | 10위 | 16강 | -   |
| 2020 | 2      | 27   | 11   | 6    | 10   | 33   | 30   | 3    | 39   | 5위  | 3R   | -   |
| 2021 | 2      | 36   | 8    | 13   | 15   | 40   | 39   | 1    | 37   | 9위  | 16강 | -   |
| 2022 | 2      | 40   | 11   | 15   | 14   | 46   | 47   | -1   | 48   | 7위  | 2R   | -   |
| 2023 | 2      | 36   | 10   | 5    | 21   | 36   | 54   | -18  | 35   | 11위 | 16강 | -   |
| 2024 | 2      | 36   | 17   | 7    | 12   | 62   | 45   | 17   | 58   | 3위  | 3R   | -   |

## 클럽 역대 인물

### 역대 선수

#### 역대 주장/부주장
| 연도   | 주장   | 부주장               |
| ------ | ------ | -------------------- |
| 2015년 | 김재성 | 조원희               |
| 2016년 | 김동철 |                      |
| 2017년 | 김영광 | 김준태               |
| 2018년 | 김영광 | 김준태 전민광        |
| 2019년 | 안지호 | 이현성               |
| 2020년 | 김민균 | 김진환               |
| 2021년 | 김민균 | 김경민 김선민        |
| 2022년 | 김인성 | 한용수               |
| 2023년 | 한용수 | 김민규 이상민 김원식 |
| 2024   | 이상민 | 김민규               |

### 역대 감독
- 취임은 공식 취임식 일자이며 취임식이 없거나 미상인 경우 공식 선임 일자를 기재한다

| 순번 | 이름      | 선임       | 취임       | 사임       | 재임시즌  | 승 | 무 | 패 | 비고                                                                                               |
| ---- | --------- | ---------- | ---------- | ---------- | --------- | -- | -- | -- | -------------------------------------------------------------------------------------------------- |
| 1대  | 마틴 레니 | 2014/07/17 | 2014/09/11 | 2016/06/15 | 2015–2016 | 21 | 18 | 17 | - 구단 초대 감독 - 구단 최초 외국인 감독 - 구단 역대 최연소 감독 - 구단 최초 시즌 도중 물러난 감독 |
| 대행 | 인창수    | 2016/06/15 | 2016/06/15 | 2016/06/25 | 2016      | 1  | 1  | 0  | - 구단 최초 감독대행 - 구단 최초 외국인 감독대행 - 구단 최초 이랜드 푸마 출신 감독대행             |
| 2대  | 박건하    | 2016/06/24 | 2016/06/25 | 2017/01/09 | 2016      | 15 | 17 | 15 | - 구단 최초 한국인 감독 - 구단 최초 이랜드 푸마 출신 감독                                          |
| 3대  | 김병수    | 2017/01/09 | 2017/01/09 | 2017/11/17 | 2017      | 7  | 14 | 15 | - 구단 역대 최고령 감독 - 구단 최초 대학 축구 감독 출신 감독                                       |
| 4대  | 인창수    | 2017/12/05 | 2017/12/05 | 2018/12/31 | 2018      | 10 | 7  | 19 | - 구단 두번째 외국인 감독 - 구단 최초 구단 코치 출신 감독 - 구단 최초 구단 감독 대행 출신 감독     |
| 5대  | 김현수    | 2018/12/15 | 2018/12/15 | 2019/05/22 | 2019      | 1  | 5  | 6  | - 구단 2번째 시즌 도중 물러난 감독                                                                 |
| 대행 | 우성용    | 2019/05/22 | 2019/05/22 | 2019/11/10 | 2019      | 4  | 5  | 15 | - 구단 2번째 감독대행                                                                              |
| 6대  | 정정용    | 2019/11/28 | 2019/12/05 | 2022/10/24 | 2020–2022 | 23 | 19 | 14 | - 구단 2번째 이랜드 푸마 출신 감독                                                                 |
| 7대  | 박충균    | 2022/11/10 | 2022/11/10 | 2023/11/30 | 2023      | 10 | 5  | 21 | |
| 8대  | 김도균    | 2023/12/14 |            |            | 2024-     |    |    |    | |

## 스폰서

### 킷 스폰서
| 기간                | 킷 스폰서        | 비고                                                                          |
| ------------------- | ---------------- | ----------------------------------------------------------------------------- |
| 2015년 ~ 2015년 8월 | 이랜드, 뉴발란스 | 유니폼 이외에는 이랜드가 국내 브랜드 전개권을 소유한 뉴발란스 제품을 사용했음 |
| 2015년 8월 ~ 현재   | 뉴발란스         |                                                                               |

## 경기장
| 경기장 | 이름               | 소유주                        | 개장년도 | 사용기간                                                | 사용기간              |
| 경기장 | 이름               | 소유주                        | 개장년도 | 사용시작                                                | 사용종료              |
| ------ | ------------------ | ----------------------------- | -------- | ------------------------------------------------------- | --------------------- |
|        | 서울올림픽주경기장 | 서울특별시 체육시설관리사업소 | 1977년   | 2015년 2025년                                           | 현재 사용             |
|        | 천안종합운동장     | 천안시 시설관리공단           | 1998년   | 2019년                                                  | 2019년 (임시홈경기장) |
|        | 목동운동장         | 서울특별시 체육시설관리사업소 | 1989년   | 2022년 (서울올림픽주경기장 리모델링관계로 임시홈경기장) | [[2031년]]            |

### 서울올림픽주경기장
서울올림픽주경기장은 서울 이랜드 FC의 창단부터 2021년까지의 홈경기장이었다. 그러나 서울시가 ‘잠실 스포츠·MICE 복합단지 조성 계획’에 의해 잠실주경기장의 개·보수 공사를 실시 함에 따라, 2022년부터는 목동종합운동장을 홈 경기장으로 삼고 있다.
대한민국 서울특별시 송파구의 스포츠 경기장 종합 단지인 서울종합운동장내에 있는 관중석 69,950석 규모의 다목적 경기장으로, 최대 10만 명 수용이 가능한 대한민국 최대 규모의 경기장이다. 서울종합운동장 올림픽주경기장이 전체 이름이며 잠실올림픽주경기장이라는 이름으로 더 많이 알려져 있다. 서울종합운동장 주경기장 혹은 잠실종합운동장 주경기장, 짧게는 올림픽주경기장, 잠실주경기장 등 여러 명칭으로 불리고 있다.
서울올림픽주경기장은  서울월드컵경기장이 건설되기 전까지 대한민국 축구 국가대표팀이 월드컵 예선 등 주요 A매치를 개최한 대한민국 축구의 성지이기도 했다. 1984년 9월 30일 한일 정기전이 개최된 곳이기도 하다.
1984년 개장 이후 1987년 4월 22일 럭키금성과 포항제철과의 경기를 시작으로 서울올림픽주경기장을 메인 홈구장으로 하는 구단 없이 불규칙적으로 프로축구의 리그 경기와 올스타전 등이 개최되었으며 2000년에 5월 5일 부천 SK와 전남 드래곤즈의 K리그 리그컵 결승전 경기를 마지막으로 중단되었다. 이후 K3리그 서울 유나이티드가 홈구장으로 사용했으나 임대료와 대관 일정 문제로 2012년 이후 사용을 중단했다.
그러나 2015년부터 K리그 챌린지에서 활동하는 서울 이랜드 FC의 홈구장으로 사용하면서 다시 프로축구 경기들이 개최되고 있다. 서울 이랜드 FC는 방대한 크기의 경기장에 대해 활용성을 높이기 위해 약 5,000석 규모의 가변석을 설치하여 운영하였다. 해당 가변석은 2019 시즌 초반까지 사용되었으며, 이 후 구단 공식 SNS 계정을 통해 가변석은 철거되고 더 이상 이용되지 않는다는 것이 밝혀졌다.
2012년에는 28년만에 4철 한지형 잔디로 교체하고 라커룸을 보수하였다.
서울 국제 마라톤을 비롯한 각종 육상 경기와 축구 대회, 대형 콘서트 등이 열리기도 했다.
WK리그 서울시청 여자 축구단의 홈경기장으로도 쓰였다.

### 천안종합운동장
K리그2 2019시즌 도중, 제 100회 전국체육대회 개최로 인해 잠실올림픽주경기장을 사용할 수 없게 되자, 2019년 4월 6일부터 7월 6일까지의 홈 6경기를 천안종합운동장에서 개최하기도 하였다.

### 목동운동장
잠실주경기장이 서울시의 ‘잠실 스포츠·MICE 복합단지 조성 계획’에 의해 개·보수가 실시 됨에 따라, 2022년부터 목동운동장을 홈 경기장으로 삼고 있다.

## 클럽하우스
켄싱턴리조트 청평점 내에 클럽하우스가 위치하고 있다.

## 엠블럼과 마스코트
클럽 마스코트는 '레울이'와 '레냥이'이다. 레울이의 종족은 표범. 레냥이는 고양이이다.

## 유니폼
| 2015 · (창단 기념) · 홈 | 2015 · (창단 기념) · 원정 |  |

| 2015 (하반기) · 홈 | 2015 (하반기) · 원정 | 2016 · 홈 | 2016 · 원정 | 2017 · 홈 | 2017 · 원정 | 2018 · 홈 | 2018 · 원정 |  |

## 참고 문헌
- “스포츠지원포털 등록 현황”. 대한체육회.
- “KFA 통합경기정보 시스템”. 대한축구협회.
- “K리그 데이터 포털”. 한국프로축구연맹.

## 같이 보기
- 서울 이랜드 FC R